# Ке Сун Хи
Ке Сун Хи (кор. 계순희, род. 2 августа 1979 года) — северокорейская дзюдоистка, олимпийская чемпионка 1996 года и многократная чемпионка мира. Первая женщина в истории КНДР, выигравшая олимпийское золото во всех видах спорта. Герой Труда КНДР.

## Биография
Родилась в 1979 году в Пхеньяне. В 1996 году за несколько дней до своего 17-летия сенсационно стала чемпионкой Олимпийских игр в Атланте. Ке Сун Хи стала самой юной олимпийской чемпионкой по дзюдо. 
В 1997 году стала серебряным призёром чемпионата мира. На чемпионате мира 1999 года завоевала бронзовую медаль. В 2000 году стала обладательницей бронзовой медали Олимпийских игр в Сиднее. В 2001 и 2003 годах становилась чемпионкой мира. В 2004 году стала обладательницей серебряной медали Олимпийских игр в Афинах. В 2005 и 2007 годах вновь становилась чемпионкой мира, но в 2008 году на Олимпийских играх в Пекине стала лишь 15-й.